# 圣斐德斯教堂

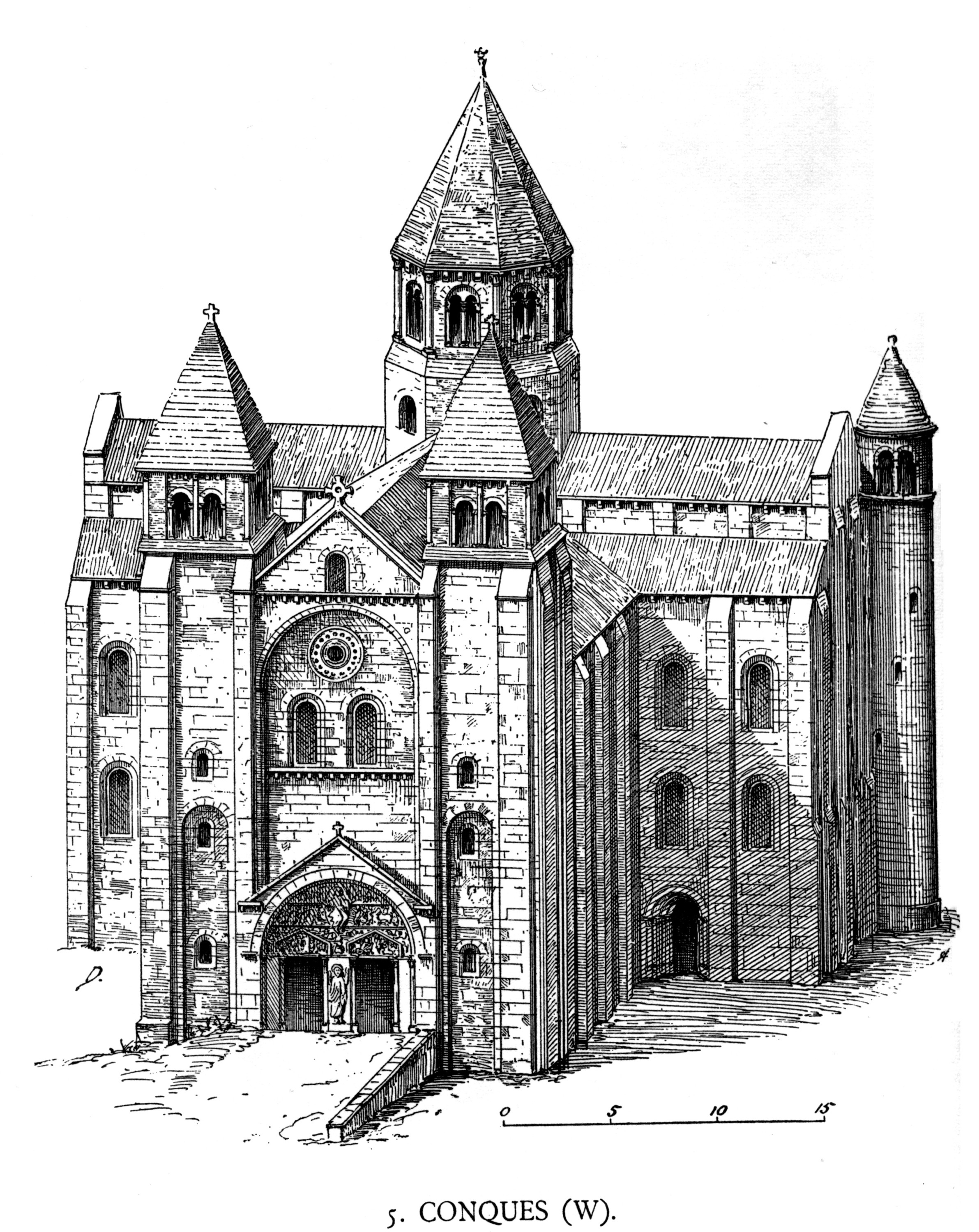
圣斐德斯教堂

圣斐德斯教堂（法語：Abbatiale Sainte-Foy de Conques) 是位於法國村莊孔克的一個教堂。教堂是聖雅各之路的一部分，吸引了眾多的朝聖者。教堂的修建是為了紀念圣斐德斯。

## 外部連結
- History and structure of Sainte-Foy abbey-church; many photos （页面存档备份，存于）
- Detailed Photos and Explanation of Ste-Foy Tympanum
- Slide show of Conques sculptures （页面存档备份，存于）